# Juegos Olímpicos de Londres 2012
Los Juegos Olímpicos de Londres 2012, oficialmente conocidos como los Juegos de la XXX Olimpiada, o más comúnmente como Londres 2012, fueron un evento multideportivo internacional, celebrado en la ciudad de Londres, Reino Unido, entre el 27 de julio y el 12 de agosto de 2012. En estos Juegos, los terceros celebrados en la capital británica, participaron un total de 10 568 atletas (5892 hombres y 4676 mujeres) de 204 países.
El 27 de julio, la reina Isabel II inauguró los Juegos Olímpicos a las 12:21 a. m. BST durante la ceremonia de apertura —llamada originalmente «Isles of Wonder», e «Islas Maravillosas» en español—. Sin embargo, la fase de grupos del torneo de fútbol femenino, comenzó dos días antes, el 25 de julio de 2012 en el Millennium Stadium de Cardiff.
El 6 de julio de 2005, durante la 117.ª Sesión del Comité Olímpico Internacional celebrada en Singapur, la ciudad de Londres venció a París, Madrid, Nueva York y Moscú en cuatro rondas de votación. La candidatura de Londres fue dirigida por Sebastian Coe —presidente del Comité de Candidatura y posterior presidente del Comité Organizador— y Ken Livingstone —alcalde de la ciudad en esa época—.
Los Juegos de Londres se planearon para crear sedes e infraestructura de una «manera sustentable». Además de buscar la mejora y ampliación de infraestructuras urbanas y de un real aprovechamiento de instalaciones olímpicas, y sobre todo la transformación y regeneración —por medio de la creación del Parque Olímpico de Londres— del East End de Londres. Así como usar los Juegos en forma de catalizador para la inclusión social y como concienciador acerca del problema medioambiental.
Arabia Saudita, Catar y Brunéi incluyeron en su equipo —por vez primera— atletas femeninas, por lo que Londres 2012 se convirtió en la primera edición de los Juegos Olímpicos en la que participaron mujeres de todas las delegaciones. Michael Phelps se convirtió en el atleta más condecorado con seis medallas —cuatro oros y dos platas—, al igual que Estados Unidos con un total de 104. Se incluyó el boxeo femenino por primera vez, por lo que en estos Juegos las mujeres participaron en todos los deportes olímpicos.

## Antecedentes
400 años antes de Londres 2012, Robert Dover inauguró los primeros Juegos Olímpicos de Cotswold celebrados en la villa de Chipping Campden. El festival deportivo en el podían participar nobles y plebeyos del lugar y alrededores, tenía una amplia variedad de deportes, entre los que se incluían carreras, lanzamientos, levantamiento de piedras, carrera de caballos, lucha, salto en sacos, el esgrima con palo y la patada en la tibia, entre otros, además se alternaban con festejos y comidas. Estos Juegos, creados en honor a los Juegos Olímpicos de la Antigüedad, fueron una de las «inspiraciones» para la creación de la Sociedad Olímpica Wenlock en 1850. En 1890, William Penny Brookes —fundador de la Sociedad— invitó al barón Pierre de Coubertin a los tradicionales Juegos Anuales de la Sociedad Olímpica. Dos años después, Coubertin y representantes de 12 países —incluido Reino Unido— fundaron el Comité Olímpico Internacional y se tomó la resolución de celebrar los primeros Juegos Olímpicos modernos en Atenas al cabo de dos años.
Los Juegos de la IV Olimpiada se celebraron en Londres entre el 27 de abril y el 31 de octubre de 1908. Originalmente debían celebrarse en Roma, sin embargo, la erupción del Monte Vesubio en 1907 redirigió los esfuerzos del gobierno italiano a la reconstrucción de Nápoles. Esta fue la primera edición con una maratón de 42.195 kilómetros, codificación oficial y rondas de clasificación, además se creó la leyenda olímpica de Dorando Pietri. En total participaron 2024 atletas de 22 países que tomaron parte en 106 eventos de 24 deportes olímpicos. Tras la cancelación de los Juegos de 1940 y 1944, en 1948, el Movimiento Olímpico regresó a Londres. Los «Juegos de la austeridad», que superaron las adversidades causadas por la guerra, marcaron un récord al reunir a 4372 atletas de 59 países que tomaron parte en 136 eventos. Se realizaron diversas innovaciones, como el uso de los tacos de partida en atletismo, la primera transmisión olímpica a televisores domésticos y la introducción de los voluntarios.
Reino Unido es uno de los cinco países que han tomado parte en todas las ediciones de los Juegos en los que han participado más de 7000 atletas para un total de 704 medallas ganadas. Además en este país se han celebrado cinco sesiones del Comité Olímpico Internacional, a lo se agregan los más de 100 años de vida de la British Olympic Association —BOA—. Y fue en este país donde, en 1948, Sir Ludwig Guttmann creó los Juegos de Stoke Mandeville con lo que se dio inicio al Movimiento Paralímpico.

### Trabajos preliminares de la candidatura
La Candidatura de Londres a los Juegos Olímpicos de 2012 fue la cuarta candidatura olímpica británica realizada desde Londres 1948. Previamente en 1986, la ciudad de Birmingham buscó la sede de los Juegos Olímpicos de 1992, sin embargo, fue eliminada en la segunda ronda de votación. Cuatro años después, Mánchester sufrió la misma suerte en su candidatura a la edición de 1996. En la elección de 1993, Mánchester fue elegida una vez más como candidata británica. Esta vez logró llegar hasta la tercera ronda. Más tarde, los esfuerzos de esa ciudad fueron recompensados con la sede de los Juegos de la Mancomunidad de 2002, lo que ayudó en gran medida a «incrementar la credibilidad del Reino Unido en términos de la celebración de eventos deportivos mayores».
Tras los fracasos de Birmingham y Mánchester, en 1995, la BOA —con ayuda de varios miembros del COI— decidió establecer a Londres como la única ciudad viable para celebrar unos Juegos Olímpicos. De esta manera Craig Reedie, presidente de la BOA, le solicitó a David Luckes, portero de hockey que participó en tres ediciones olímpicas, convertirse en Coordinador del Proyecto Olímpico de Londres para producir un estudio sobre la viabilidad de unos Juegos en Londres. El proyecto comenzó en febrero de 1997, con vistas a los Juegos Olímpicos de 2008, sin embargo, la elección de Atenas como sede de 2004 y la fortaleza de la candidatura de Pekín, decidieron a la BOA a buscar la candidatura para los Juegos Olímpicos de 2012.
El proyecto inició con un estudio de las candidaturas a los Juegos Olímpicos de 2004 y con la creación de grupos encargados del estudio de temas específicos como «Deportes y sedes», «Transporte», «Ubicación de la Villa Olímpica» y «Medio Ambiente». Estos grupos trabajaron sin presupuesto y se sustentaron en el «tiempo y buena voluntad» de individuos y organizaciones interesadas en los trabajos preliminares de la candidatura. De 1993 a 2000, el proyecto vivió la falta de cohesión del gobierno de Londres, situación que finalizó con la elección de Ken Livingstone como alcalde de la ciudad y la creación de la Autoridad del Gran Londres.
Finalmente, en 2001 el proyecto finalizó con la publicación de «The Feasibility of a London Olympic Bid», un reporte de 350 páginas. El reporte identificaba 50 posibles ubicaciones para una villa de 16 000 atletas y presentaba tres potenciales escenarios para los Juegos: West London —la pieza central fue el Estadio de Wembley y tras el abandono de esta posibilidad la siguiente opción sería la creación del Parque Olímpico en la zona del Aeródromo de Northolt o en el área de Southall Gas Work—, North-east London —la opción menos favorecida debido a problemas de acceso y proximidad a las sedes existentes y el centro de la ciudad— y East London —proyecto de contingencia debido a los problemas de Wembley, este proyecto parecía ser el mejor en cuanto a términos de espacio, disponibilidad y acceso—.
Para la elección de la ubicación se consideraron seis aspectos fundamentales: accesibilidad, legado, adherencia a los requerimientos de las Federaciones Internacionales, tiempo de transporte, instalaciones de entrenamiento y evitación de villas adicionales. Tras presentar el proyecto a Livingstone, este se mostró a favor de realizar los Juegos en el East End, lo que prácticamente puso punto final al debate de la ubicación. A mediados de 2002, se solicitó un análisis de coste-beneficio a Arup. Este análisis concluyó que los Juegos Olímpicos de Londres costarían £500 millones de libras a los contribuyentes.
El 15 de enero de 2003, se publicó una encuesta encargada por el gobierno de Tony Blair que reveló que el 81% de los británicos apoyaban la candidatura. Incluso el entonces presidente del COI, Jacques Rogge, se mostró a favor de que Londres presentara su candidatura al declarar que la ciudad «tenía un buena posibilidad de ganar». Sin embargo, la decisión de apoyar o no la candidatura fue aplazada. Finalmente, el 15 de mayo de 2003, la Secretaría de Estado para la Cultura, Medios de Comunicación y Deporte, Tessa Jowell, anunció que el Gobierno Británico apoyaría la candidatura. Dos meses después, la ciudad de Londres presentó su candidatura al Comité Olímpico Internacional, por lo que se convirtió en Ciudad Aspirante, iniciando así el proceso de candidatura.

### Candidatura

#### Ciudad aspirante

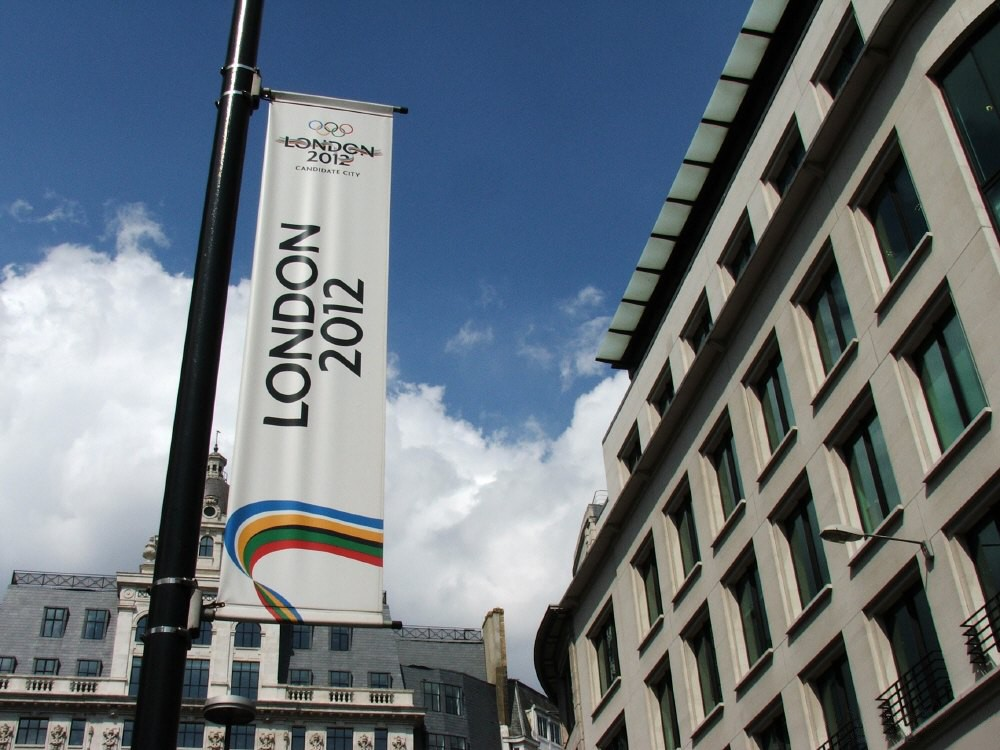
Cartel de la Candidatura de Londres en El Monumento.

En junio de 2003, se anunció que Barbara Cassani —empresaria estadounidense— se desempeñaría como presidenta del Comité de Candidatura. En ese momento, el principal objetivo fue la puesta en marcha de los «mecanismos necesarios para una candidatura exitosa», así como el establecimiento de arreglos corporativos y el aseguramiento de financiación. El 11 de julio, se hizo oficial la candidatura de Londres. En ese momento, las ciudades de Madrid, Nueva York, París, Río de Janeiro, La Habana, Moscú, Estambul y Leipzig ya eran aspirantes. Tras un acuerdo con las partes interesadas se estableció Londres 2012 Ltd —empresa privada limitada por garantía—. Una vez establecida la Junta de Londres 2012, Cassani comenzó a establecer su equipo de gestión, que incluyó a Keith Mills como Director Ejecutivo. Además inició un viaje por el país realizando discursos para «construir una credibilidad» que permitiera alcanzar el principal objetivo, conseguir el estatus de Ciudad Candidata. Sin embargo, el primero paso tras el establecimiento de Londres 2012 Ltd fue la creación de un logotipo y «apariencia» para el proyecto.
En noviembre de 2003, se informó de la ubicación final del Parque Olímpico, el East End. Es mismo mes, se dio a conocer el logo de la candidatura. El logotipo, que mostraba «London 2012» en mayúsculas negras con los cinco colores olímpicos entrelazados siguiendo la forma del curso de río Támesis, fue diseñado por Kino Design y escogido entre más de 1100 potenciales logos. El 15 de enero de 2004, el Comité de Candidatura entregó sus respuestas del Cuestionario de Ciudad Aspirante al COI. Estas respuestas se presentaron en forma de un documento de 25 páginas con los detalles completos, delineación de sedes propuestas y otra información sobre los planes de Londres. Al día siguiente, Cassani, Blair y Livingstone presentaron la candidatura en la Royal Opera House.
Al presentarse oficialmente la candidatura, el Comité buscó el apoyo mediático y popular. Mediante la campaña, «Leap for London», se buscó registrar el apoyo del público. Además se creó el Grupo de Naciones y Regiones, un grupo creado para asegurar el apoyo de todo Reino Unido.

#### Ciudad candidata

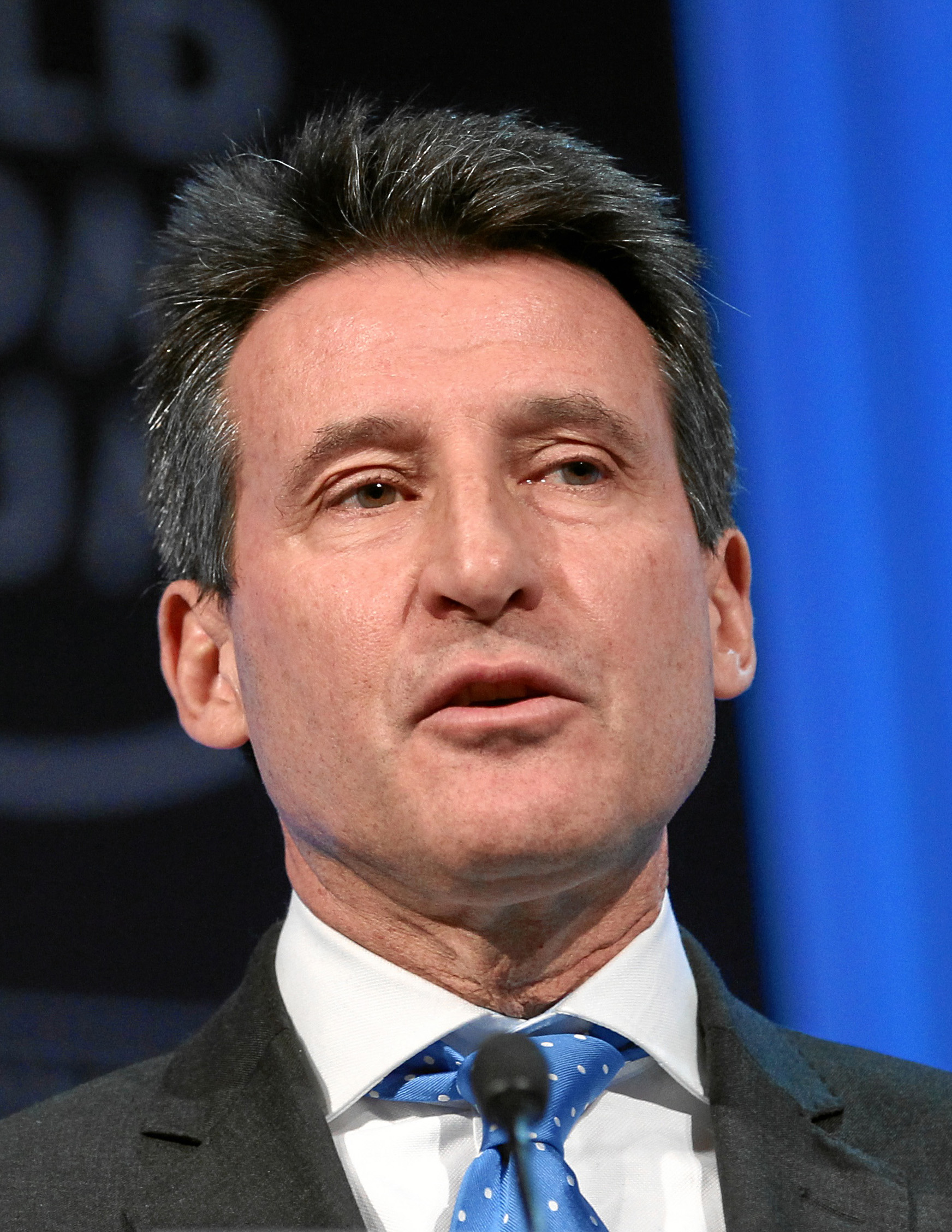
Sebastian Coe - el jefe de la candidatura de Londres 2012.

El 18 de mayo de 2004, el Comité Olímpico Internacional anunció que Londres había sido seleccionada como Ciudad Candidata junto a París, Madrid, Nueva York y Moscú, lo cual significó el fin de la carrera olímpica para Leipzig, Río, Estambul y La Habana. Para celebrar esto, se organizó una fiesta en el London Eye, que también sirvió para revelar la nueva versión del logotipo —al anterior se le agregaron los anillos olímpicos y las palabras «Ciudad Candidata»—. Al día siguiente, Cassani renunció a su cargo de presidenta del Comité Organizador, en su lugar llegó Sebastian Coe.
Por otra parte, el COI señaló en un reporte que, con base en las respuestas presentadas al Cuestionario de Ciudad Aspirante, Londres debía mejorar ciertos aspectos técnicos de la candidatura y considerar la reubicación de varias sedes. Debido a esto, se buscó la ayuda de Peter Morris y Jim Sloman, la sede de esgrima fue trasladada al Parque Olímpico, el tiro de Bisley a las Royal Artillery Barracks y el ciclismo de montaña fue enviado a Weald Country Park. El 26 de junio de 2004, la llama olímpica recorrió 48 kilómetros de Londres. El éxito británico en Atenas 2004 y el programa de observadores del COI fueron factores de gran beneficio para la candidatura.
Para septiembre de 2004, la candidatura contaba ya con el «considerable» apoyo de cinco socios de la comunidad empresarial londinense: EDF Energy —marzo de 2004—, BT Group y British Airways —mayo de 2004—, Virgin Atlantic —agosto de 2004— y Accenture —septiembre de 2004—. A estos «Socios Principales» se sumaron 64 compañías, de esta manera se aseguró aproximadamente un tercio del presupuesto de la candidatura. Ese mismo mes, la solicitud de planeación del Parque Olímpico fue aprobada. El 15 de noviembre de 2004, Amber Charles —una baloncestista de 14 años— entregó el Expediente de Candidatura de Londres al COI. Al día siguiente se dio la presentación de todos los detalles al público y los medios. Dentro del Expediente se establecía: la venta de 9.6 millones de boletos en el periodo Olímpico–Paralímpico, la construcción de una Villa Olímpica de 17 320 camas, la disponibilidad para 2012 de más de 135 000 cuartos en un radio de 50 km del Parque Olímpico y la creación de la Olympic Delivery Authority, entre otras cosas.
En ese momento, la candidatura se concentró en «generar señales visibles de apoyo» a Londres 2012 y sobre todo obtener el apoyo de los miembros del COI. Del 16 al 19 de febrero de 2005, la Comisión Evaluadora del COI visitó Londres. Durante esos tres días, los miembros de la Comisión —encabezada por Nawal El Moutawakel— acudieron a presentaciones de los temas identificados en el Expediente, visitaron las sedes propuestas y se reunieron con el primer ministro Tony Blair y la reina Isabel II.
Al momento de la visita de la Comisión, faltaban menos de cinco meses para el anuncio de la Ciudad Sede en la 117.ª Sesión del Comité Olímpico Internacional —Singapur, 6 de julio de 2005—. Durante esos cinco meses, Coe visitó diversos países y dio presentaciones a los Comités Olímpicos Nacionales de Oceanía en Brisbane, al SportAccord en Berlín y a la Asociación de Comités Olímpicos Nacionales de África en Ghana. La campaña «Back the Bid» animó a las personas a registrar su apoyo, en total logró recolectar tres millones de firmas.
El 6 de junio de 2005, se dio a conocer el Reporte de la Comisión Evaluadora. París y Londres fueron consideradas las candidaturas más fuertes, además ambos proyectos recibieron buenos «matices elogiosos». Londres fue elogiada por abordar las inquietudes señaladas por el COI en marzo, particularmente en cuanto a transporte, calificado como «obsoleto». Empero, se expresó preocupación por la capacidad de entregar a tiempo los proyectos de construcción principales. Además se dio a conocer una encuesta de opinión pública organizada por el COI, cuyos resultados revelaron que el 68% de los londinenses y el 70% de los británicos se mostraban a favor de realizar los Juegos Olímpicos en Londres. En respuesta al reporte, Livingstone declaró: «Los Juegos de Londres transformarían East London e impulsarían nuestra economía y orgullo nacional. Lo que está claro es que Londres puede y podría entregar unos Juegos que enorgullecerían el Movimiento Olímpico».

### Elección
| 117ª Sesión del Comité Olímpico Internacional 6 de julio de 2005, Singapur |          |          |          |          |
| Ciudad                                                                     | Votación | Votación | Votación | Votación |
| Londres, Reino Unido                                                       | 22       | 27       | 39       | 54       |
| París, Francia                                                             | 21       | 25       | 33       | 50       |
| Madrid, España                                                             | 20       | 32       | 31       | -        |
| Nueva York, Estados Unidos                                                 | 19       | 16       | -        | -        |
| Moscú, Rusia                                                               | 15       | -        | -        | -        |

Diez días antes de la elección de sede, el contingente británico arribó a Singapur. El equipo de Londres estuvo conformado por alrededor de 100 personas —más 130, entre las que se incluían simpatizantes corporativos—. Para el 3 de julio, toda la delegación oficial había llegado al país asiático. Sorpresivamente se incluyeron 30 niños, en búsqueda de fortalecer la propuesta de Londres 2012 de «inspirar» a la juventud. El equipo fue acompañado por los miembros británicos del COI, así como diversas personalidades, como Tony Blair y David Beckham.
El 6 de julio de 2005, los miembros del Comité Olímpico Internacional se reunieron en el centro de convenciones de Raffles City, Singapur, para elegir la sede de los Juegos Olímpicos de 2012. A lo largo de ese día, las cinco ciudades candidatas fueron llamadas a realizar sus presentaciones finales —de 45 minutos más 15 de preguntas—. Aproximadamente a las 2:30 p. m., Londres realizó su presentación.
En ella participaron Ana del Reino Unido, Craig Reedie, Denise Lewis, Ken Livingstone, Tessa Jowell y Sebastian Coe. Aproximadamente a las 11:24 BST, inició la primera ronda de votaciones. Pasados cuatro minutos se anunció que Moscú había sido eliminada, Nueva York fue la segunda y finalmente Madrid fue la tercera. A las 12:49, Jacques Rogge anunció los resultados finales.
Tras el anuncio de la elección de Londres, el contingente británico estalló en júbilo y alegría. En Londres, miles de personas reunidas en Trafalgar Square, celebraron la elección. En contraste, París permaneció en silencio. Jacques Chirac, José Luis Rodríguez Zapatero, Michael Bloomberg y Yuri Luzhkov felicitaron a Londres por su victoria. Poco después de que se anunciara a la ganadora, representantes del COI, la ciudad sede y el Comité Olímpico Nacional firmaron el Contrato de Ciudad Sede.
Para esta elección, todos los miembros elegibles del COI fueron llamados a votar. En cada ronda estos miembros votaron por una sola ciudad y como parte de las regulaciones se impidió el voto de los miembros nacionales de las ciudades candidatas —tras la eliminación de su ciudad les fue posible votar—. De un total de 116 miembros, en la primera ronda a 17 no les fue permitido votar.

### Atentados del 7 de julio de 2005
Sin embargo, la alegría en Londres duró muy poco. Tan solo un día después de la elección cuatro explosiones paralizaron el sistema de transporte público londinense y provocaron la muerte de 52 personas y alrededor de 700 heridos. En total fueron cuatro ataques coordinados, tres en el Underground y uno en un autobús ubicado en la Plaza Tavistock. Estos ataques provocaron un colapso en el transporte e infraestructura de comunicaciones.
El ministro de deportes, Richard Caborn, declaró: «Podemos demostrar, al unir a las personas por medio del deporte, que los terroristas no pueden ganar», además aseguró que la capital británica organizaría unos JJ. OO. seguros. Giselle Davies, portavoz del COI, declaró que oficiales de la candidatura londinense afirmaron que no existía algún vínculo entre los atentados y la victoria de la ciudad, «[El COI] tiene plena confianza en Londres y en que realizarán, dentro de siete años, unos Juegos seguros».

El COI está consternado por el brutal ataque [...] Lamentablemente se ha demostrado no hay ningún lugar seguro, debemos recordar que la seguridad debe seguir siendo la prioridad en donde sea que se organicen unos Juegos Olímpicos.
Jacques Rogge

## Símbolos

### Antorcha olímpica y recorrido
El recorrido de la antorcha de los Juegos Olímpicos de Londres 2012 se inició el día 10 de mayo en Grecia y concluyó el 27 de julio en la ceremonia de apertura que tuvo lugar en el Estadio Olímpico de Londres.1
En el Reino Unido la trayectoria comenzó en Land's End, Cornualles, Inglaterra y continuó a lo largo de setenta días con un trayecto de ocho mil millas (12 870 km), siendo transportada por ocho mil portadores. A diferencia de ediciones anteriores, no existió un recorrido internacional, aunque incluyó una etapa en la ciudad de Dublín, República de Irlanda.2
La antorcha olímpica fue presentada al público el 8 de junio de 2011. Su diseño asemeja a una malla dorada, y contiene ocho mil agujeros que representan el número de portadores y la distancia en millas del recorrido hasta el día de la inauguración (12 800 km). Su forma triangular tiene varios significados: los valores olímpicos de «respeto, excelencia y amistad»; el lema olímpico «más rápido, más alto, más fuerte»; el número de ocasiones que la ciudad ha acogido los Juegos Olímpicos; y las áreas de trabajo de Londres 2012: «deporte, educación y cultura». Sus creadores fueron Edward Barber y Jay Osgerby.
El material de la antorcha era de aleación de aluminio y, según uno de sus creadores, se trató que fuese un objeto funcional y simple, similar al testigo utilizado en las carreras de relevos. Su altura era de 80 cm y se asemejaba a una malla, la cual contenía ocho mil agujeros que representaban el número de portadores en toda la ruta. Su función era la de disipar el calor de la llama para que no se transfiriera al mango de la misma, además de facilitar el agarre.
A diferencia de ediciones anteriores, la antorcha no tuvo una trayectoria internacional y fue trasladada directamente desde Grecia al Reino Unido. En Grecia se llevó a cabo la ceremonia del encendido del fuego olímpico el 10 de mayo y arribó al Estadio Panathinaikó el día diecisiete. El 18 de mayo llegó al Reino Unido adonde el futbolista David Beckham encendió la antorcha desde un pebetero, y el 19 de mayo inició el recorrido de setenta días desde Land's End, Cornualles, Inglaterra, hasta la ceremonia de inauguración que tuvo lugar el 27 de julio. El primer portador en territorio británico era el velerista Ben Ainslie.
El recorrido fue, a grandes rasgos, así:
- Grecia: Olimpia - Iraklion - Tesalónica - Atenas
- Reino Unido: Land's End - Cardiff - Liverpool - Douglas ( Isla de Man) - Londonderry
- Irlanda: Dublín
- Reino Unido: Belfast - Glasgow - Inverness - Edimburgo - Newcastle - Mánchester - Oxford - Southampton -  Jersey -  Guernsey - Portsmouth - Dover - Londres

### Emblema y diseño gráfico
El logotipo fue revelado el 4 de junio de 2007 por el presidente del Comité Olímpico y los embajadores de los juegos. Representa el número «2012» e incluye los anillos olímpicos y la palabra «Londres». Su diseño moderno —exhibido en los colores rosa, azul, verde y naranja— significa dinamismo, y el transcurso del tiempo desde su presentación hasta el día de la inauguración. Además simboliza «el espíritu olímpico y la disposición de los juegos para atraer la participación del público». Por primera ocasión, el logotipo fue compartido con los Juegos Paralímpicos. Su creador fue la consultora de marcas Wolff Ollins.
Las mascotas oficiales de los Juegos Olímpicos y Paralímpicos son Wenlock y Mandeville. Fueron creadas por la empresa Iris y presentadas el 19 de mayo de 2010. De acuerdo con el relato, ambos nacieron de las gotas de acero caídas de la construcción de la última viga de apoyo del Estadio Olímpico de Londres.
Los nombres de las mascotas se refieren a dos localidades británicas de trascendencia para el olimpismo. El nombre de Wenlock está basado en la ciudad de Much Wenlock, situada en el condado de Shropshire, donde tuvieron lugar los Juegos Olímpicos de Wenlock, organizados por William Penny Brookes y una de las inspiraciones del barón Pierre de Coubertin, fundador del movimiento olímpico moderno. El nombre de Mandeville, en tanto, hace referencia a Stoke Mandeville, en el condado de Buckinghamshire. En ese lugar, en el año 1948 —el mismo día que eran inaugurados los Juegos Olímpicos de Londres— el doctor Ludwig Guttmann organizó una competencia para veteranos de la Segunda Guerra Mundial que padecían lesiones en la médula espinal, la cual sentó las bases para los Juegos Paralímpicos.

## Deportes
En los Juegos Olímpicos de Londres se celebraron 302 competiciones en 26 deportes oficiales del programa olímpico. Con respecto a Pekín 2008, Londres 2012 contó con dos deportes menos: el béisbol y el sóftbol, que fueron eliminados del programa olímpico durante la 117.ª Sesión del Comité Olímpico Internacional.
Sin embargo, hubo algunas novedades: por primera ocasión se llevó a cabo el boxeo en la rama femenina; además, en el ciclismo de pista el número de competencias para cada género era de cinco, a diferencia de Pekín en el que había cinco para hombres y tres para mujeres; y en el tenis se agregó la competencia de dobles mixtos.
- Atletismo
- Bádminton
- Baloncesto
- Balonmano
- Boxeo
- Ciclismo:
  -  BMX
  -  Montaña
  -  Pista
  -  Ruta
- Deportes acuáticos:
  -  Natación
  -  Natación sincronizada
  -  Saltos
  -  Waterpolo
- Equitación:
  - Concurso completo
  - Doma
  - Saltos
- Esgrima
- Fútbol
- Gimnasia:
  -  Gimnasia artística
  -  Gimnasia rítmica
  -  Gimnasia trampolín
- Halterofilia
- Hockey
- Judo
- Lucha:
  -  Lucha grecorromana
  -  Lucha libre
- Piragüismo
  -  Piragüismo en eslalon
  -  Aguas tranquilas
- Pentatlón moderno
- Remo
- Taekwondo
- Tenis
- Tenis de mesa
- Tiro con arco
- Tiro olímpico
- Triatlón
- Vela
- Voleibol
  -  Voleibol
  -  Voleibol de playa

## Organización

### Coordinación

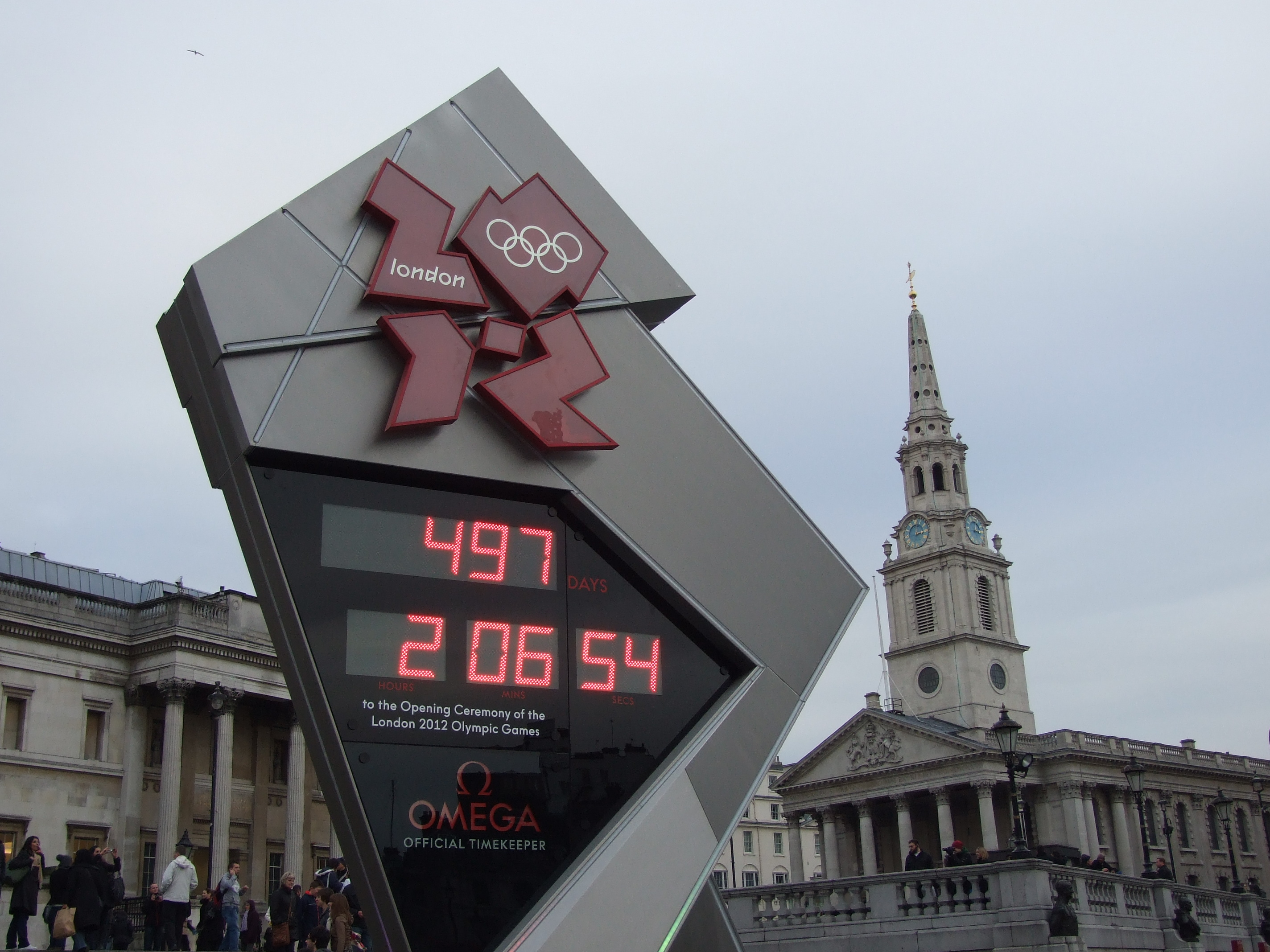
Un reloj de cuenta regresiva de Omega muestra 497 días restantes para el inicio de los Juegos Olímpicos de Londres instalado en Trafalgar Square

En febrero de 2005, se estableció el Comité Organizador de los Juegos Olímpicos y Paralímpicos de Londres 2012 —LOCOG, por sus siglas en inglés— mediante un acuerdo de empresa conjunta entre el Alcalde de Londres, el Secretario de Estado para la Cultura, Medios de Comunicación y Deporte y el presidente de la Asociación Olímpica Británica. El acuerdo otorgó libertad comercial y le permitió al LOCOG operar como una «organización privada y semiautónoma».
En octubre de 2005, tras la elección de Londres como sede, el Comité Organizador se estableció formalmente tras realizarse la primera reunión del organismo. El Comité fue encabezado por Sebastian Coe, atleta británico ganador de cuatro medallas olímpicas. La Ley de los Juegos Olímpicos y Paralímpicos de 2006 conllevó la creación de la Olympic Delivery Authority —organismo encargado de la infraestructura olímpica—, la creación del Plan Olímpico de Transporte y la regulación de la publicidad y el comercio ambulante en el área cercana a los Juegos.
Al LOCOG y al ODA se agregó el Government Olympic Executive, —una dependencia del Departamento para la Cultura, Medios de Comunicación y Deporte encargada de la supervisión del proyecto— la London Development Agency —responsable de entregar y maximizar los beneficios sostenibles a largo plazo— y la Olympic Park Legacy Company —cuyo trabajo fue la planeación a largo plazo, el desarrollo, manejo y mantenimiento del Parque Olímpico y sus instalaciones tras los Juegos—.

## Participantes

Tamaño de los equipos

| 300+ | 100+ | 30+ | 10+ | 5+ | 1+ |

### Países
Participaron 204 federaciones nacionales afiliadas al Comité Olímpico Internacional. Era el mismo número de representaciones con respecto a los Juegos Olímpicos de Pekín, aunque el año 2011 fue disuelto el Comité Olímpico de las Antillas Neerlandesas, y su lugar fue ocupado por Brunéi, que había sido excluido de participar en los anteriores juegos. Sin embargo, los atletas de las Antillas Neerlandesas, así como un atleta de Sudán del Sur (país que no tiene Comité Olímpico Nacional), compitieron como Participantes Olímpicos Independientes.
El número de atletas en los Juegos ascendía a 10 523, de los cuales 5864 eran hombres, y 4659 eran mujeres. Precisamente, se esperaba que todas las delegaciones asistentes incluyeran deportistas en la rama femenina por primera vez en la historia de los Juegos Olímpicos, pero no se logró el objetivo ya que Barbados, Nauru y San Cristóbal y Nieves fueron representados únicamente por hombres. Sin embargo, los comités olímpicos de Arabia Saudita, Catar y Brunéi, que por tradición nunca las habían incluido, decidieron su inscripción. Otro hito fue la participación del sudafricano Oscar Pistorius quien se convirtió en el primer atleta con doble amputación en participar en los Juegos.
| Lista de naciones participantes (Cantidad de atletas) |
| --- |
| - Afganistán (AFG) (6) - Albania (ALB) (10) - Alemania (GER) (399) - Andorra (AND) (6) - Angola (ANG) (35) - Antigua y Barbuda (ANT) (4) - Arabia Saudita (KSA) (19) - Argelia (ALG) (39) - Argentina (ARG) (137) - Armenia (ARM) (25) - Aruba (ARU) (4) - Australia (AUS) (414) - Austria (AUT) (70) - Azerbaiyán (AZE) (53) - Bahamas (BAH) (26) - Bangladés (BAN) (5) - Barbados (BAR) (6) - Baréin (BRN) (12) - Bélgica (BEL) (119) - Belice (BIZ) (3) - Benín (BEN) (5) - Bermudas (BER) (8) - Bielorrusia (BLR) (173) - Birmania (MYA) (6) - Bolivia (BOL) (5) - Bosnia y Herzegovina (BIH) (6) - Botsuana (BOT) (4) - Brasil (BRA) (267) - Brunéi (BRU) (3) - Bulgaria (BUL) (63) - Burkina Faso (BUR) (5) - Burundi (BDI) (6) - Bután (BHU) (2) - Cabo Verde (CPV) (3) - Camboya (CAM) (6) - Camerún (CMR) (37) - Canadá (CAN) (281) - Catar (QAT) (12) - Chad (CHA) (3) - Chile (CHI) (35) - China (CHN) (385) - China Taipéi (TPE) (44) - Chipre (CYP) (13) - Colombia (COL) (104) - Comoras (COM) (3) - Congo (CGO) (7) - Corea del Norte (PRK) (56) - Corea del Sur (KOR) (258) - Costa de Marfil (CIV) (9) - Costa Rica (CRC) (11) - Croacia (CRO) (109) - Cuba (CUB) (110) - Dinamarca (DEN) (115) - Dominica (DMA) (2) - Ecuador (ECU) (36) - Egipto (EGY) (119) - El Salvador (ESA) (10) - Emiratos Árabes Unidos (UAE) (30) - Eritrea (ERI) (12) - Eslovaquia (SVK) (46) - Eslovenia (SLO) (69) - España (ESP) (293) - Estados Unidos (USA) (539) - Estonia (EST) (34) - Etiopía (ETH) (35) - Filipinas (PHI) (11) - Finlandia (FIN) (59) - Fiyi (FIJ) (9) - Francia (FRA) (340) - Gabón (GAB) (28) - Gambia (GAM) (2) - Georgia (GEO) (35) - Ghana (GHA) (9) - Granada (GRN) (10) - Grecia (GRE) (107) - Guam (GUM) (8) - Guatemala (GUA) (19) - Guinea (GUI) (4) - Guinea-Bissau (GBS) (4) - Guinea Ecuatorial (GEQ) (2) - Guyana (GUY) (6) - Haití (HAI) (5) - Honduras (HON) (31) - Hong Kong (HKG) (42) - Hungría (HUN) (159) - India (IND) (83) - Indonesia (INA) (22) - Irak (IRQ) (8) - Irán (IRI) (53) - Irlanda (IRL) (65) - Islandia (ISL) (28) - Islas Caimán (CAY) (5) - Islas Cook (COK) (8) - Islas Marshall (MHL) (4) - Islas Salomón (SOL) (4) - Islas Vírgenes Americanas (ISV) (7) - Islas Vírgenes Británicas (IVB) (2) - Israel (ISR) (37) - Italia (ITA) (289) - Jamaica (JAM) (50) - Japón (JPN) (305) - Jordania (JOR) (9) - Kazajistán (KAZ) (115) - Kenia (KEN) (47) - Kirguistán (KGZ) (14) - Kiribati (KIR) (3) - Kuwait (KUW) (10) - Laos (LAO) (3) - Lesoto (LES) (4) - Letonia (LAT) (46) - Líbano (LIB) (10) - Liberia (LBR) (4) - Libia (LBA) (4) - Liechtenstein (LIE) (3) - Lituania (LTU) (62) - Luxemburgo (LUX) (10) - Madagascar (MAD) (7) - Malasia (MAS) (30) - Malaui (MAW) (3) - Maldivas (MDV) (5) - Malí (MLI) (6) - Malta (MLT) (5) - Marruecos (MAR) (72) - Mauricio (MRI) (11) - Mauritania (MTN) (2) - México (MEX) (106) - Micronesia (FSM) (6) - Moldavia (MDA) (22) - Mónaco (MON) (6) - Mongolia (MGL) (29) - Montenegro (MNE) (34) - Mozambique (MOZ) (6) - Namibia (NAM) (9) - Nauru (NRU) (2) - Nepal (NEP) (5) - Nicaragua (NCA) (6) - Níger (NIG) (6) - Nigeria (NGR) (53) - Noruega (NOR) (65) - Nueva Zelanda (NZL) (195) - Omán (OMA) (4) - Países Bajos (NED) (182) - Pakistán (PAK) (23) - Palaos (PLW) (5) - Palestina (PLE) (5) - Panamá (PAN) (8) - Papúa Nueva Guinea (PNG) (8) - Paraguay (PAR) (8) - Participantes Olímpicos Independientes (IOP) (4) - Perú (PER) (16) - Polonia (POL) (220) - Portugal (POR) (80) - Puerto Rico (PUR) (25) - Reino Unido (GBR) (558) - República Centroafricana (CAF) (6) - República Checa (CZE) (133) - República Dem. del Congo (COD) (4) - República Dominicana (DOM) (35) - República de Macedonia (MKD) (4) - Ruanda (RWA) (7) - Rumanía (ROU) (105) - Rusia (RUS) (441) - Samoa (SAM) (8) - Samoa Americana (ASA) (13) - San Cristóbal y Nieves (SKN) (7) - San Marino (SMR) (4) - San Vicente y las Granadinas (VIN) (3) - Santa Lucía (LCA) (4) - Santo Tomé y Príncipe (STP) (2) - Senegal (SEN) (35) - Serbia (SRB) (118) - Seychelles (SEY) (6) - Sierra Leona (SLE) (2) - Singapur (SIN) (23) - Siria (SYR) (10) - Somalia (SOM) (2) - Sri Lanka (SRI) (7) - Suazilandia (SWZ) (3) - Sudáfrica (RSA) (133) - Sudán (SUD) (6) - Suecia (SWE) (140) - Suiza (SUI) (106) - Surinam (SUR) (5) - Tailandia (THA) (37) - Tanzania (TAN) (7) - Tayikistán (TJK) (16) - Timor Oriental (TLS) (2) - Togo (TOG) (6) - Tonga (TGA) (3) - Trinidad y Tobago (TRI) (31) - Túnez (TUN) (84) - Turkmenistán (TKM) (10) - Turquía (TUR) (114) - Tuvalu (TUV) (3) - Ucrania (UKR) (238) - Uganda (UGA) (16) - Uruguay (URU) (29) - Uzbekistán (UZB) (54) - Vanuatu (VAN) (5) - Venezuela (VEN) (69) - Vietnam (VIE) (18) - Yemen (YEM) (4) - Yibuti (DJI) (6) - Zambia (ZAM) (7) - Zimbabue (ZIM) (7) |

### Casos de dopaje
Nueve casos de dopaje fueron detectados durante la realización de los Juegos, siete de ellos descubiertos antes de iniciar la competencia respectiva. Cuatro correspondieron al deporte del atletismo y los otros casos pertenecieron a la halterofilia, gimnasia artística, ciclismo, y judo. Se registraron dos retiros de medallas: una de oro en el atletismo y otra de bronce en la lucha.
Además, la española Lidia Valentín quedó cuarta en la categoría de menos de 75 kg, pero en julio de 2016, la Federación Internacional de Halterofilia publicó que las tres rivales que ocuparon el podio dieron positivo. La leonesa se mantiene a la espera de recibir el oro.

## Desarrollo

### Ceremonia de apertura
El evento se desarrolló el 27 de julio de 2012 en el Estadio Olímpico de Londres, construido especialmente para los juegos. El director artístico de la ceremonia era Danny Boyle, productor y director de cine británico, quien buscaba lograr que el espectáculo tuviera un lugar en el listado de las mejores inaugurales de los Juegos Olímpicos. Uno de los momentos más significativos de la ceremonia fue la participación de siete jóvenes promesas del deporte británico quienes encendieron juntos el pebetero olímpico, el cual consiste de 204 piezas que representan a las naciones participantes.

### Calendario
| A | Apertura |  | Clasificatorias | # | Eventos finales | C | Clausura |

### Multi-medallistas
Se mencionan los deportistas que obtuvieron 3 o más medallas de oro en estos juegos:
- Michael Phelps (Estados Unidos - Natación), 4 medallas de oro y 2 de plata, lo que lo convierte en el mayor medallista olímpico de todos los tiempos (con 22 medallas, 18 de ellas de oro).[219][220]
- Usain Bolt (Jamaica - Atletismo), 3 medallas de oro en: 100 m, 200 m y relevos 4 × 100, repitiendo la hazaña de Pekín 2008.[219][220]
- Missy Franklin (Estados Unidos - Natación), 4 medallas de oro y una de bronce.
- Allison Schmitt (Estados Unidos - Natación), 3 medallas de oro, una de plata y una de bronce.
- Allyson Felix (Estados Unidos - Atletismo), 3 medallas de oro.
- Dana Vollmer (Estados Unidos - Natación), 3 medallas de oro.

### Controversias
- Como parte de la preparación para los juegos, las banderas de los países participantes fueron colgadas en las calles del West End de Londres por la Regent Street Association (RSA). Entre las banderas colgadas estaba la de Taiwán. Sin embargo, a pesar de que el acto no era organizado por el COI, el Gobierno chino se quejó ante el Ministerio de Relaciones Exteriores y de la Mancomunidad de Naciones británico y este ordenó a la RSA que quitara la bandera de Taiwán y la reemplazara por la de China Taipéi.[221]

- En el partido inaugural del fútbol femenino (25 de julio, Glasgow), la bandera de Corea del Sur fue mostrada por error en vez de la bandera de Corea del Norte. En protesta, el equipo norcoreano se fue de la cancha. Tras una rectificación, las norcoreanas entraron al terreno de juego y el partido comenzó con 1 hora de retraso.[222] Ante el incidente, el comité organizador se disculpó con la delegación norcoreana.[223]

- Las viudas de los 11 miembros de la delegación israelí muertos en la masacre de Múnich (1972) solicitaron al COI que organizara un minuto de silencio en la ceremonia inaugural para honrar a las víctimas de esa masacre. El COI rechazó la propuesta para no irritar a los países musulmanes.[224]

- Luego de una revisión de 2 de los juegos del torneo femenino de Bádminton (dobles) el 31 de julio, se descubrió que los jugadores de ambos lados en cada juego, es decir 4 equipos, intentaban perder para así tener un fixture favorable en la siguiente ronda. Los juegos eran: Wang Xiaoli y Yu Yang (China) vs. Jung Kyung-eun y Kim Ha-na (Corea del Sur) por el grupo A y Ha Jung-eun y Kim Min-jung (Corea del Sur) vs. Meiliana Jauhari y Greysia Polii (Indonesia) por el grupo C. A raíz de eso, las jugadoras fueron descalificadas. Esto por el formato de grupos utilizado, lo que permite este tipo de situaciones de manipulación de resultado.[225]

### Ceremonia de clausura

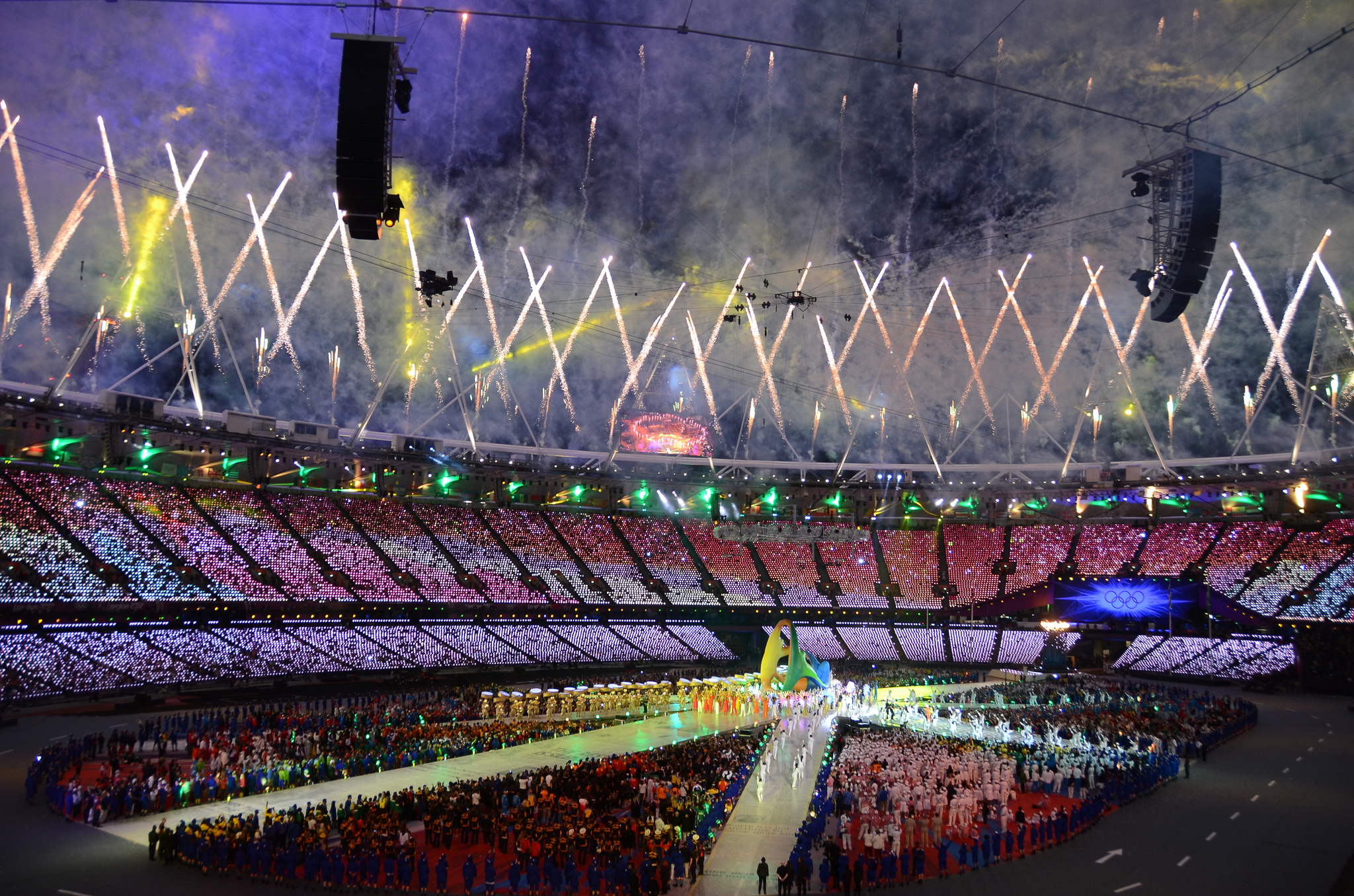
La ceremonia de clausura de Londres 2012.

La ceremonia de clausura se celebró el 12 de agosto, con un espectáculo que tuvo como principales protagonistas a los músicos más representativos de la música británica contemporánea (George Michael, Spice Girls, Madness, One Direction, Ed Sheeran, Kaiser Chiefs, The Who, entre otras), y Muse interpretó Survival, la canción oficial del certamen. Se llevó a cabo además la premiación del maratón masculino, y el traspaso de la bandera olímpica del alcalde de la ciudad de Londres al presidente del COI Jacques Rogge, quien a su vez la cedió al alcalde de Río de Janeiro Eduardo Paes, ciudad que albergaría los Juegos Olímpicos de 2016.

### Análisis del clima

#### Temperatura
A pesar de contar en Londres, de forma general, con un clima templado, no queda libre de anomalías. La última se dio durante una ola de calor en 2003, cuando se alcanzaron picos de hasta 36 °C.
En un principio, durante los meses de julio y agosto, se preveían temperaturas suaves -unos 20 °C- que no afectarían a las pruebas olímpicas.

#### Precipitaciones
Las precipitaciones en Londres se distribuyen de forma casi idéntica a lo largo de todo el año. Por tanto, era probable que la lluvia apareciese en estos Juegos Olímpicos en aproximadamente uno de cada tres eventos.

#### Viento
Aunque el viento sea muy variable y pueda cambiar repentinamente sin seguir una tendencia regular, se esperaban rachas de viento entre suave y moderado, correspondientes al vaivén suave de una bandera.

## Medallero
País organizador (Reino Unido)
| Núm. | País                 | Oro | Plata | Bronce | Total |
| ---- | -------------------- | --- | ----- | ------ | ----- |
| 1    | Estados Unidos (USA) | 46  | 28    | 29     | 103   |
| 2    | China (CHN)          | 38  | 31    | 22     | 91    |
| 3    | Reino Unido (GBR)    | 29  | 17    | 19     | 65    |
| 4    | Rusia (RUS)          | 24  | 26    | 32     | 82    |
| 5    | Corea del Sur (KOR)  | 13  | 8     | 7      | 28    |
| 6    | Alemania (GER)       | 11  | 19    | 14     | 44    |
| 7    | Francia (FRA)        | 11  | 11    | 12     | 34    |
| 8    | Italia (ITA)         | 8   | 9     | 11     | 28    |
| 9    | Hungría (HUN)        | 8   | 4     | 6      | 18    |
| 10   | Australia (AUS)      | 7   | 16    | 12     | 35    |

### Medallas
Las medallas fueron presentadas un año antes de la ceremonia de apertura de los Juegos por la princesa Ana del Reino Unido y Sebastian Coe en Trafalgar Square. Las preseas tienen una forma circular y en el anverso se muestra a la diosa Niké que aparenta surgir del Estadio Panathinaikó de Atenas. En el reverso se observa un diseño complejo cuyo fondo aparenta la forma de un anfiteatro y al centro se muestra el logo de los juegos; contiene además una cuadrícula que evoca la «energía irradiada por los atletas», el río Támesis y la figura de un cuadro que atrae la atención al centro. Su diseñador es el artista David Watkins.
El diámetro de cada medalla es de 85 mm con un grosor de 7 mm. En el borde fueron grabados los nombres de los atletas ganadores junto al deporte y disciplina respectiva. Son las de mayor peso en la historia de los Juegos ya que varían entre los 375 g y 400 g; aunque el material de las medallas de oro apenas cubre un 1,3 % de dicho metal, mientras un 92,5 % es de plata. Unas 2100 insignias fueron entregadas durante los juegos.